# گورستان سرتم
قبرستان سرتم مربوط به دوره قاجار - اوایل دوره پهلوی است و در شهرستان خرم بید، بخش مشهد مرغاب، دهستان شهید آباد، شمال روستای سرتم، در کنار منازل مسکونی واقع شده و این اثر در تاریخ ۲۶ اسفند ۱۳۸۶ با شمارهٔ ثبت ۲۱۸۹۲ به‌عنوان یکی از آثار ملی ایران به ثبت رسیده است.